# My Father Will Guide Me Up a Rope to the Sky
My Father Will Guide Me Up a Rope to the Sky – jedenasty album studyjny amerykańskiego zespołu Swans, wydany w 2010 przez Mute Records i Young God Records. Było to pierwsze dzieło grupy po wznowieniu jej działalności w 2010 (bez udziału Jarboe). Obok standardowej wersji jednopłytowej ukazała się również limitowana dwupłytowa edycja specjalna.
Pod względem stylistycznym My Father... nawiązuje zarówno do ostatniego post-rockowego wcielenia zespołu przed reaktywacją, jak i do jego wczesnych post-punkowych dokonań z lat 80. Na brzmienie albumu wpłynęły również doświadczenia muzyków wyniesione z działalności w ich poprzedniej neofolkowej grupie Angels of Light (istniejącej w latach 1998–2009). Autorem utworów jest Michael Gira.
Na sfinansowanie sesji nagraniowych płyty przeznaczony został m.in. dochód z internetowej sprzedaży solowego albumu Michaela Giry I Am Not Insane (wydanego w 2010 w limitowanej edycji CD+DVD, zawierającego wersje demo nowych utworów oraz utwory koncertowe). Część fanów zespołu, która wzięła udział w akcji i dokonała zakupu tego wydawnictwa po wyższej cenie, została wymieniona w książeczce My Father... w roli producentów wykonawczych (executive producers).

## Lista utworów
Wersja LP / CD:
| Nr | Tytuł utworu                      | Długość |
| -- | --------------------------------- | ------- |
| 1. | „No Words / No Thoughts”          | 9:24    |
| 2. | „Reeling the Liars In”            | 2:20    |
| 3. | „Jim”                             | 6:46    |
| 4. | „My Birth”                        | 3:52    |
| 5. | „You Fucking People Make Me Sick” | 5:08    |
| 6. | „Inside Madeline”                 | 6:37    |
| 7. | „Eden Prison”                     | 6:03    |
| 8. | „Little Mouth”                    | 4:12    |
|    |                                   | 44:22   |

Dodatkowy dysk w wersji 2xCD:
| Nr | Tytuł utworu    | Długość |
| -- | --------------- | ------- |
| 1. | „Look at Me Go” | 46:07   |

## Twórcy
- Michael Gira – śpiew, gitara elektryczna
- Norman Westberg – gitara elektryczna, E-Bow, śpiew
- Christoph Hahn – gitara elektryczna, gitara hawajska, śpiew
- Phil Puleo – perkusja, cymbały, śpiew
- Thor Harris – perkusja, cymbały, wibrafon, instrumenty klawiszowe, śpiew
- Chris Pravdica – gitara basowa, drumla, śpiew
- Bill Rieflin – gitara elektryczna, gitara akustyczna, gitara basowa, fortepian, syntezator, perkusja, śpiew
- Grasshopper – mandolina
- Steve Moses – puzon
- Brian Carpenter – trąbka
- Kenny Siegal – gitara elektryczna, pianino elektroniczne, śpiew
- Jason La Farge – skrzypce
- Siobhan Duffy Gira – śpiew

Udział gościnny:
- Devendra Banhart – śpiew w „You Fucking People Make Me Sick”
- Saoirse Daniel Gira – śpiew w „You Fucking People Make Me Sick”